# Ideoblothrus godfreyi
Ideoblothrus godfreyi es una especie de arácnido del orden Pseudoscorpionida de la familia Syarinidae.

## Distribución geográfica
Se encuentra en el sur de África.